# Ptychostomum curvatum
Ptychostomum curvatum là một loài Rêu trong họ Bryaceae. Loài này được (Kaurin & Arnell) J.R. Spence mô tả khoa học đầu tiên năm 2005.